# Rita de Morais Sarmento
Rita de Morais Sarmento (Oporto, 11 de febrero de 1872 - Lisboa, 28 de marzo de 1931) fue una ingeniera civil portugués, reconocida por haber sido la primera mujer en obtener este grado académico en Portugal y probablemente también a nivel europeo.

## Biografía
Rita nació en la ciudad de Oporto en 1872, de una familia de Aveiro oprimida durante la guerra civil portuguesa por sus principios liberales. Era la menor de los cinco descendientes de Anselmo Evaristo de Morais Sarmento, periodista, y Rita de Cássia de Oliveira. Después de completar sus estudios de secundaria en escuelas privadas en Oporto en compañía de sus hermanos, Rita se matriculó en la Academia Politécnica de Oporto cuando tenía apenas 15 años.
Terminó sus estudios en Ingeniería Civil en Obras Públicas en 1894, recibiendo distinciones en algunas de las cátedras. Dos años después solicitó la emisión de la respectiva "Carta de capacidad", un certificado para fines profesionales. Este hecho se convirtió en noticia en varios periódicos portugueses. En otros países europeos, otras mujeres obtuvieron grados idénticos en este ámbito cronológico: Agnes Klingberg y Betzy Meyer (Dinamarca, 1897), Alice Perry (Irlanda, 1906) y Elisa Leonida Zamfirescu (Alemania, 1912).
Rita de Morais Sarmento nunca realizó ninguna actividad profesional como ingeniera civil, en parte debido a su frágil salud y a un cierto conservadurismo y prejuicio en la sociedad portuguesa. Se instaló en la ciudad de Lisboa después de su matrimonio con António dos Santos Lucas, profesor y futuro director de la Facultad de Ciencias de Lisboa, de quien tuvo descendencia.
Rita murió a los 59 años de edad en 1931 y fue enterrada en el Cemitério dos Prazeres en Lisboa.